# Thomas David Morrison
Thomas David Morrison (Quebec, ca. 1796 - Toronto, 19 de marzo de 1856) fue un médico y político del Alto Canadá.
Nació en la ciudad de Quebec en torno a 1796. Se desempeñó como asistente en el departamento médico del ejército británico durante la guerra de 1812. Estudió medicina en los Estados Unidos y, a su regreso, en 1824, obtuvo la licencia para ejercer la medicina en el Alto Canadá. En 1828, se postuló sin éxito para representar a la ciudad de York (Toronto) en la asamblea provincial. En 1834, fue elegido para el primer ayuntamiento de Toronto. Lo eligieron a los parlamentos 12 y 13 del Alto Canadá representando el tercer mandato del Condado de York. En 1836, sirvió un período de un año como alcalde de Toronto.
Aunque Morrison había sido uno de los primeros de la posición de la reforma en el Alto Canadá y las medidas adoptadas por los reformadores en el Bajo Canadá, él no apoyó la revuelta de William Lyon Mackenzie. Sin embargo, en abril de 1838, fue acusado de traición, pero declarado inocente. Al final del juicio, se fue a los Estados Unidos, preocupado por ser acusado de un delito menor. En 1843, cuando se concedió una amnistía, regresó a Toronto desde Batavia, Nueva York y volvió a su práctica médica. A su regreso, trabajó en la Escuela de Medicina de Toronto.
Falleció de parálisis en Toronto en 1856.